# Darragh O’Connell
Darragh O’Connell (* 1972/1973 in Irland) ist ein irischer Regisseur und Filmproduzent.

## Leben
O’Connell studierte von 1990 bis 1994 Animation am Ballyfermot College. Er gründete 1994 mit Cathal Gaffney das Animationsfilmstudio Brown Bag Films. Er ist überwiegend als Regisseur aktiv: Er führte Regie bei zahlreichen Animationswerbefilmen, aber auch bei Kurzfilmen und Trickserien wie Olivia und Die Oktonauten. Als Produzent erhielt er für die Kurzanimationsfilme Give Up Yer Aul Sins von Cathal Gaffney und Granny O’Grimm’s Sleeping Beauty von Nicky Phelan je eine Oscarnominierung in der Kategorie Bester animierter Kurzfilm.
O’Connell ist seit 2010 Mitglied der Academy of Motion Picture Arts and Sciences. Er lebt mit seiner Frau und zwei Kindern in County Kildare.

## Filmografie
- 2001: Give Up Yer Aul Sins
- 2006: Crap Rap (TV-Serie)
- 2006: I’m an Animal (TV-Serie)
- 2007: Ding Dong Denny O’Reilly’s History of Ireland
- 2007: Wobblyland (TV-Serie)
- 2008: Granny O’Grimm’s Sleeping Beauty
- 2009: Noddy in Toyland (TV-Serie)
- 2009: Olivia (TV-Serie)
- 2010–2011: Die Oktonauten (The Octonauts) (TV-Serie)
- 2011: The Octonauts Creature Reports (TV-Serie)
- 2011: 23 Degrees, 5 Minutes
- 2011–2012: Doc McStuffins (TV-Serie)

## Auszeichnungen
- 2002: Oscarnominierung, Bester animierter Kurzfilm, für Give Up Yer Aul Sins
- 2010: Oscarnominierung, Bester animierter Kurzfilm, für Granny O’Grimm’s Sleeping Beauty
- 2012: Nominierung Irish Film and Television Awards für 23 Degrees, 5 Minutes